# Strophanthus welwitschii
Strophanthus welwitschii là một loài thực vật có hoa trong họ La bố ma. Loài này được (Baill.) K.Schum. miêu tả khoa học đầu tiên năm 1900.